# Eolite

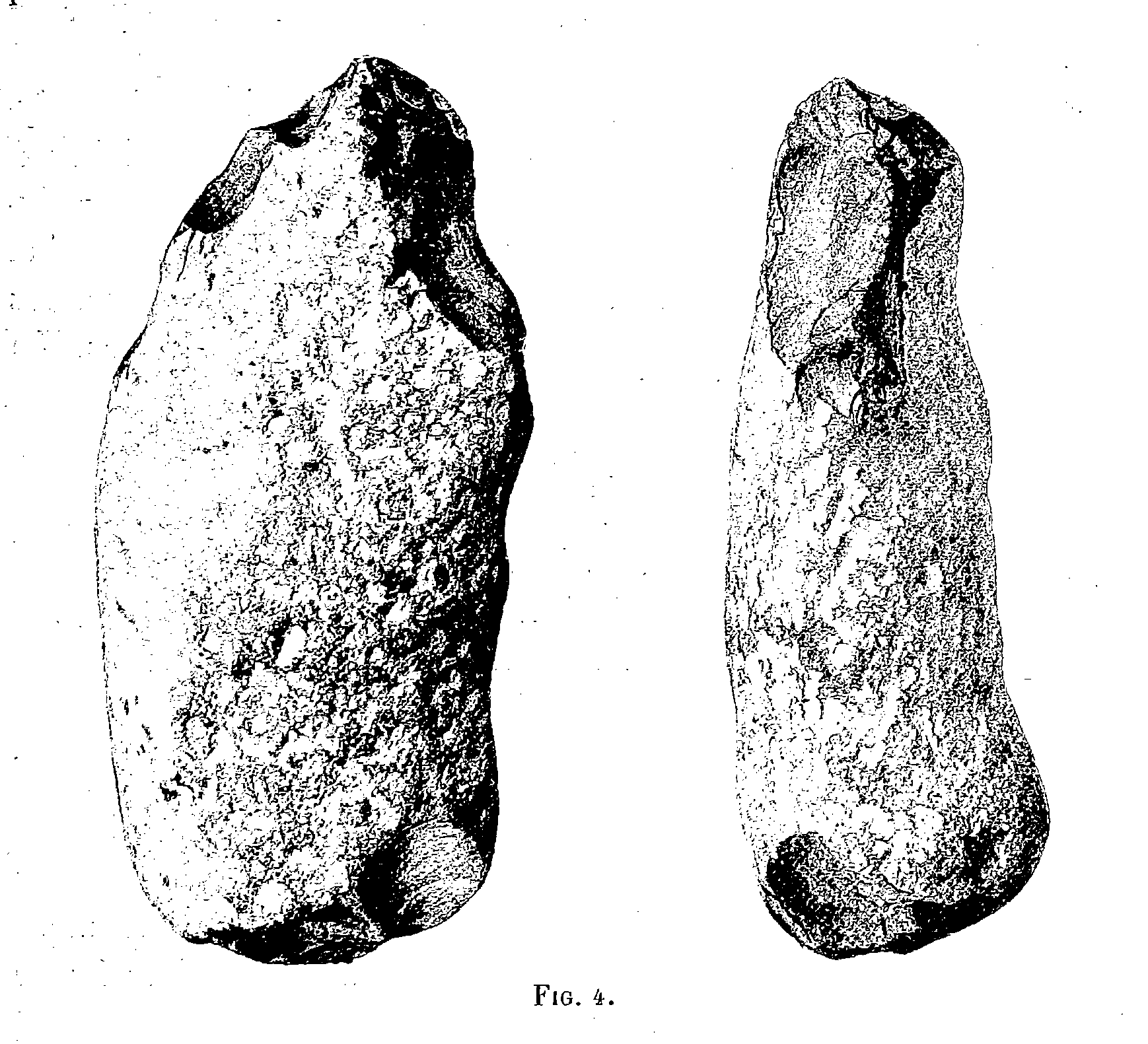
Eolite dal sudest della Francia. Un tempo ritenuta un arcaico percussore, nel 1905 Marcellin Boule ne confutò l'origine artificiale.

Le eoliti (dal greco "eos", alba, e "lithos", pietra) sono essenzialmente noduli di selce scheggiata.  Un tempo si pensava che le eoliti fossero dei manufatti, i più antichi strumenti in pietra, ma oggi si ritiene siano prodotte da processi geologici naturali come le glaciazioni.
Le prime eoliti vennero raccolte nel 1885 nella regione del Kent da Benjamin Harrison, un archeologo e naturalista dilettante, sebbene il nome "eolite" fu coniato successivamente, nel 1892, da J. Allen Browne. Le scoperte di Harrison furono pubblicate da Sir Joseph Prestwich nel 1891 e le eoliti vennero generalmente accettate come grezzi manufatti in pietra, databili al Pliocene.
Ulteriori scoperte di eoliti all'inizio del XX secolo – in Anglia orientale da J. Reid Moir ed in Europa continentale da Aimé Rutot e H. Klaatsch – vennero accettate come prova della presenza umana in queste aree in epoche anteriori a quelle dei più antichi fossili noti; in Inghilterra furono di supporto per l'accettazione scientifica del celebre falso di Piltdown.
Dato che l'estrema rozzezza delle eoliti le rendeva pressoché indistinguibili dai prodotti originati da processi naturali come l'erosione, non ci volle molto perché l'ipotesi di una loro origine non artificiale prendesse piede. Marcellin Boule, un archeologo francese, pubblicò nel 1905 una discussione che smontava lo status di "manufatto" delle eoliti , e Samuel Hazzledine Warren, dopo aver effettuato esperimenti sulle selci confermò l'ipotesi di Boule .
Anche se il dibattito è continuato per circa tre decenni, furono scoperte molte altre prove a supporto dell'origine puramente naturale delle eoliti; queste, unitamente alla scoperta in Africa di autentici manufatti risalenti al tardo Pliocene (l'industria litica olduvaiana), resero la teoria dell'origine artificiale sempre più insostenibile.